# ハン・サンホン
ハン・サンホン（ハングル表記：한상헌）は、大韓民国の韓国放送公社 (KBS) 所属のアナウンサー。

## 学歴
- 韓国外国語大学校 新聞放送学科 学士[1]

## 経歴
- 2011年 38期 KBS 公開採用のアナウンサー[1]